# François Lelord

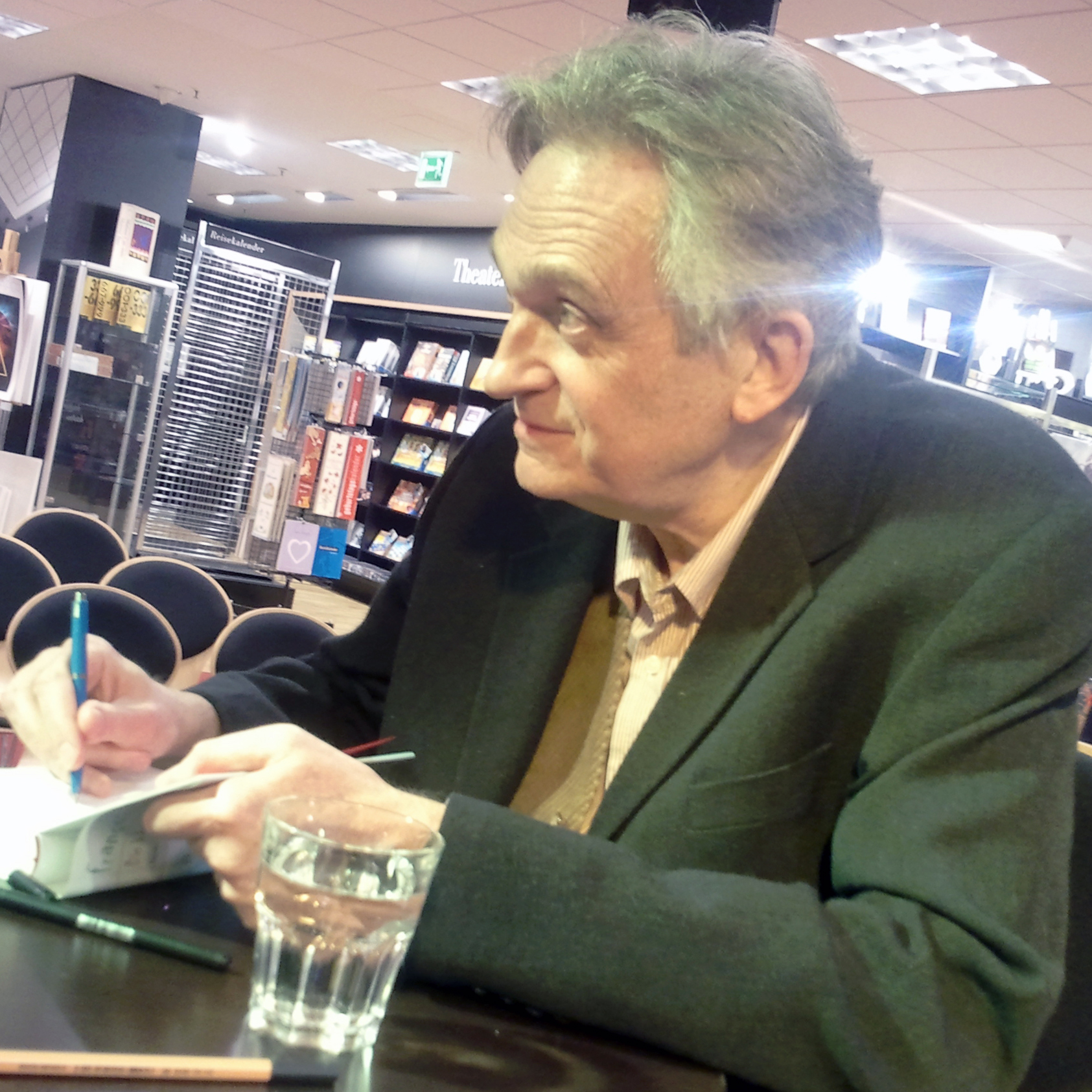
François Lelord, aprilie 2012

François Lelord (n. 22 iunie 1953, Paris) este un psihiatru și scriitor francez.

## Biografie
A studiat medicina și psihologia. După ce și-a obținut doctoratul în 1985, ia parte la un an de post-doctorat la University of California, Los Angeles. A lucrat doi ani ca șef de clinică și asistent la Hôpital Necker a universității Paris V René Descartes înainte de a-și deschide propriul cabinet în Paris. După reîntoarcerea sa în Paris începe să scrie. Din 2004 a practicat ca psihiatru în spitalele din Hanoi und Ho Și Min (oraș).
Împreună cu Christophe André scrie mai multe cărți de specialitate pe teme psihologice. A publicat trei romane despre un psihiatru intelectual pe nume Hector, cărți care au fost traduse în 14 țări, fiind cotate mai multe săptămâni printre cele mai citite cărți.